# Johann Löbel

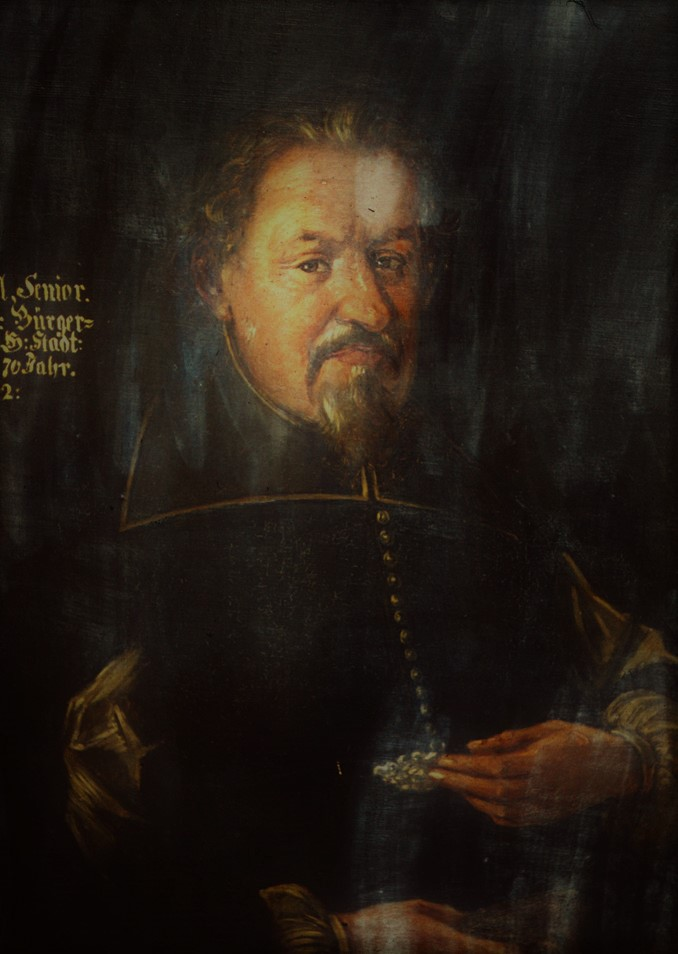
Johann Löbel, Gemälde um 1662

Johann Löbel (getauft 7. Mai 1592 in Platten; † 6. Januar 1666 in Johanngeorgenstadt) war ein deutsch-böhmischer Stadtrichter, Kämmerer, Bergmeister, Exulant und erster Bürgermeister von Johanngeorgenstadt.

## Leben
Johann Löbel war das jüngste Kind des Stadtkämmerers und Bergmeisters Wenzel Löbel der Jüngere (* um 1530; † vor 1607 Platten) und dessen zweiter Ehefrau Barbara. Sein Großvater oder Urgroßvater Wenzel Löbel der Ältere († um 1542 in Platten) stammte möglicherweise aus dem fränkischen Wunsiedel und ließ sich 1532 im böhmischen Bergstadt Platten als Zinnhändler und Fundgrübner nieder.
Johann Löbel bekleidete in seiner Heimatstadt von 1627 an das Amt des Stadtrichters und Kämmerers. Ferner übernahm er ab 1629 vom verstorbenen Jacob Beer die Funktion des Bergmeisters von Platten. Im Jahre 1653 wurde ihm von der staatlichen Bekehrungskommission mit Amtsentlassung gedroht, sollte er nicht sofort die katholische Religion annehmen. Nach einer Überlieferung traten er und der damalige Stadtrichter Gregor Röber vor die Kommissarien und sprachen:

„Wir können kaum glauben das der Kaiser der auch Böhmens Krone trägt uns zur papistischen Religion zwingen will, sollte es dennoch so sein so wollen wir nicht wider unser Gewissen handeln und bei der gereinigten Lehre verbleiben. Zudem baten sie freiwillig um die Entlassung aus ihren Ämtern.“

Am 10. Oktober 1653 erklärte man die Bürger von Platten, die sich weigerten die katholische Religion anzunehmen, für verbannt und des Landes verwiesen. Es wurde ihnen zugleich gedroht sie gefangen zu setzen und in Ketten nach Prag zu schaffen, sollten sie je wieder kaiserliches Gebiet betreten. Sowie die meisten Einwohner, entschloss sich auch Johann Löbel im Winter 1653/1654 zur Immigration auf den Fastenberg. Er musste drei Häuser, welche auf 450 Gulden Angeld und 550 Gulden Tagegeld gewürdigt waren, im Stich lassen. 
Nach der Genehmigung, am Fastenberg eine neue Stadt zu gründen, hatte Johann Löbel das Privileg sich selbst eine Stelle für den Bau eines neuen Hauses auszusuchen und entschied sich für ein Eckhaus am Markt. Nachdem er bereits seit 1654 Gerichtsbeisitzer war, ist er am 12. November 1656 zum ersten Bürgermeister von Johanngeorgenstadt gewählt worden. Die Ratssitzungen fanden in seiner Wohnung statt. Bei Verhandlungen mit den Handwerkern offenbarte er seine pflichtgetreue Förderung der städtischen Wohlfahrt durch weise Rücksicht.
Zur goldenen Hochzeit Johann Löbels wollte der Kurfürst persönlich zugegen sein, 50 Taler Hochzeitsgeschenk und alle Speisen zahlen. Da aber seine Ehefrau gar kränklich und ihr auch das Gehör abgegangen, ist die Feier abgesagt worden. Am Pfingsttag des Jahres 1661 stiftete er der Stadtkirche von Johanngeorgenstadt einen geschnitzten Taufstein, den er gemeinsam mit einem zinnernen Becken der Kirchgemeinde von Johanngeorgenstadt verehrte. Im Jahre 1665 erhielt er das Privilegium der Abgabefreiheit auf sein Haus, als Dank dafür, dass es dem Kurfürsten zweimal als Reiselager gedient hatte. Johann Löbel starb 1666 im Alter von 73 Jahren und wurde in der Stadtkirche von Johanngeorgenstadt beigesetzt. 
In der evangelisch-lutherischen Stadtkirche von Johanngeorgenstadt gab es ein um 1662 entstandenes Gemälde von Johann Löbel, das bei dem Stadtbrand von 1867 gerettet werden konnte. Dieses Bildnis wurde in der Nacht vom 19. zum 20. November 1991 gemeinsam mit zwei anderen Bildern aus der Kirche gestohlen. Seitdem sind sie verschollen. 

## Familie
Johann Löbel heiratete um 1611 Ursula Uphoff (* um 1590 † 30. Dezember 1666 in Johanngeorgenstadt). Von seinen Kindern blieb seine jüngste Tochter Rosina in Platten zurück. Sie konvertierte zum katholischen Glauben und heiratete in zweiter Ehe den Waldbereiter und Bergmeister Paul Wenzel Seeling. Im Jahre 1667 übernahm sie die gesamte Hinterlassenschaft der Familie in Platten für 601 Taler. Ihr Sohn Johann Wenzel Seeling (* 1666 in Platten) wurde zum katholischen Priester geweiht und hielt am 12. Oktober 1690 in der Pfarrkirche St. Laurentius in Platten seine erste Primiz. Die Kinder Johann Löbels waren: 
- David (* 1611)
- Johannes (1613–1701), Stadtrichter, Berg- und Bürgermeister

1. ⚭ 1650 in St. Joachimsthal Maria Zobel (1631–1664)
2. ⚭ 1664 in Johanngeorgenstadt Anna Maria Roth (1642–1704)

- Elisabeth (* 1615)
- Abraham Wenzel (* 1617)
- Abraham Wenzel (* 1620)
- Christoph (* 1624)
- Helena (* 1626)
- Elisabeth (1627–um 1656), ⚭ Friedrich Rebentisch, Student, Organist und Orgelbauer

- Abraham Wenzel (1631–1707), Bergmeister

1. ⚭ 1650 in St. Joachimsthal Susanna Roth (1630–1693)
2. ⚭ 1699 in Johanngeorgenstadt Anna Elisabeth Göthel verw. Mittelbach († 1729)

- Rosina (1633–1697)

1. ⚭ um 1650 Johann Georg Siegel (1626–1658), Waldförster
2. ⚭ 1658 in Platten Paul Wenzel Seeling († 1693), Waldbereiter und Stadtrichter

- Juliana (* 1635)